# Hans Wallow
Hans Wallow (* 25. Dezember 1939 in Göttingen) ist ein deutscher Politiker (SPD). Er war von 1981 bis 1983 und von 1990 bis 1998 Mitglied des Bundestages.

## Leben
Wallow ist in Herbern und Münster/Westfalen aufgewachsen, absolvierte eine Kunstschlosserausbildung und erwarb die Hochschulreife. Von 1959 bis 1961 leistete er seinen Wehrdienst und schied als Oberleutnant d. R. aus. Danach absolvierte er ein pädagogisches Diplomstudium an der Rheinischen Friedrich-Wilhelms-Universität Bonn. 1962 bis 1965 war er in der Unternehmenskommunikation der Chemischen Werke Hüls AG tätig und leitete dort zuletzt die Werbeabteilung. Ab 1966 arbeitete er im öffentlichen Dienst und war dort Regierungsdirektor und zuletzt im Presse- und Informationsamt der Bundesregierung Lateinamerika-Referatsleiter und Ministerialrat.
1966 trat er der SPD bei, für die er von 1981 bis 1983 und von 1990 bis 1998 im Bundestag saß. Er lebte unter anderem in Remagen-Rolandseck. 1998 verzichtete er aufgrund einer schweren Erkrankung auf eine erneute Kandidatur. Er trat 2001 aus der SPD aus, nachdem er einen Angriff von NATO-Flugzeugen vor Ort in Serbien recherchiert hatte. 2004 war er Gründungsmitglied des Landesverbandes Nordrhein-Westfalen der WASG. 2006 trat er wieder in die SPD ein.
Wallow ist als Autor tätig und schreibt Beiträge für verschiedene Wochenzeitungen sowie politische Theaterstücke.
Im Juli 2019 kündigte er eine Kandidatur für den SPD-Parteivorsitz an, erhielt jedoch nicht die nötige Unterstützung für eine Nominierung.
Am 18. Dezember 2019 wurden Wallow und seine Lebensgefährtin bei einem Anschlag verletzt. Mit einem Gasrevolver vollzog der Täter aus Hass auf Politiker und „verrottete Eliten“ dabei eine Scheinhinrichtung an Wallow. Der 44-jährige gescheiterte IT-Unternehmer war laut Gerichtsgutachten zwar psychisch gestört, aber voll schuldfähig und wurde am 13. Mai 2020 vom Landgericht Bonn zu zwei Jahren und drei Monaten Haft verurteilt.
Wallow heiratete im April 2021 seine Lebensgefährtin. Aus einer früheren Ehe stammt sein Sohn Alexander.

## Veröffentlichungen
- (Hrsg.): Bitte einsteigen. Berichte aus dem politischen Alltag. Urheber, Bonn 1982, ISBN 3-88540-010-3.
- (Hrsg.): Richard von Weizsäcker in der Diskussion. Die verdrossene Gesellschaft. Econ, Düsseldorf [u. a.] 1993, ISBN 3-430-19470-9.
- (Hrsg.): Rudolf Scharping. Der Profi. Econ, Düsseldorf [u. a.] 1994, ISBN 3-430-19469-5.

Theaterstücke
- Glatzer oder Der hektische Stillstand. 1998.
- Der Kaschmirfaschismus oder Die Rache der Fledermäuse. 2002.
- Es geschah in unserem Namen – Die Brücke von Varvarin. 2003.